# Sleipnir

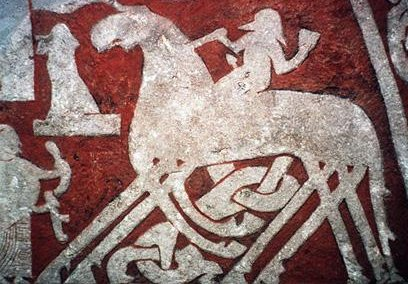
Representación de Odín montando a Sleipnir.

En la mitología nórdica, Slipnir o Sleipnir (del nórdico antiguo: «el resbaladizo») es un caballo gris de ocho patas. Sleipnir es mencionado en la Edda poética, compilada en el siglo XIII a partir de fuentes antiguas, y en la Edda prosaica, escrita por Snorri Sturluson en el siglo XIII. En ambas fuentes se indica que Sleipnir pertenecía a Odín, y era hijo de Loki y Svaðilfari, se lo describe como el mejor de los caballos, y a veces es montado para llegar hasta el mismo Hel (Reino de la muerte). La Edda prosaica contiene gran cantidad de información sobre las circunstancias del nacimiento de Sleipnir, asimismo indica que era de color gris. Era capaz de ir velozmente de un extremo al otro del horizonte. Sleipnir simbolizaba los ocho vientos que soplan desde sus respectivos puntos cardinales, tenía runas grabadas en sus dientes.
En algunas fuentes se cita a Sleipnir como un caballo de seis patas.

## Hervarar saga ok Heiðreks

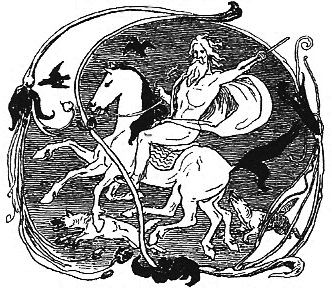
Odín en su cabalgadura Sleipnir, junto con sus cuervos Huginn y Muninn y sus lobos Geri y Freki. Grabado de Lorenz Frølich, (1895).

En la Hervarar saga ok Heiðreks, el poema Heiðreks gátur contiene una adivinanza que menciona a Sleipnir y Odín:

36. Gestumblindi dijo:
«Quién es la pareja
que corre con diez patas?
tiene tres ojos,
pero solo una cola?
Ahora intenta resolver
esta adivinanza, Heithrek!»
Heithrek respondió:
«Es ingeniosa la adivinanza, Gestumblindi,
y creo adivino su solución:
es Odín montando a Sleipnir.»

## Mitología

### El nacimiento de Sleipnir
En el reino superior de Asgard, los Dioses estaban intranquilos.
Su hogar no tenía murallas para protegerse de los enemigos, así que cuando apareció un jinete y se ofreció para construir una muralla, le escucharon sin vacilar.
— Será una gran muralla —les dijo,— una barrera contra los enemigos. Dentro de dieciséis meses, vuestras preocupaciones habrán terminado.
— ¿Y cuál es su precio? —preguntó Odín el sabio.
— Tan sólo la diosa Freya —contestó el desconocido—. Y también el Sol y la Luna.
Los dioses se enfurecieron, y habrían echado al hombre fuera de Asgard por atreverse a pensar que la hermosa Freya podía cambiarse por un trabajo de albañilería. Pero Loki (uno de los dioses) replicó:
— Si podéis edificar la muralla en seis meses, trato hecho. —Y a los demás dioses les susurró— En seis meses tan sólo podrá construir la mitad, pero al menos ésta nos saldrá gratis.
El constructor miró a Freya, la cual se bañaba en lágrimas de oro, y accedió, siempre y cuando que le permitieran utilizar su caballo.
Durante el invierno, el extranjero trabajó, y junto a su caballo acarreó suficientes piedras para levantar una gran muralla alrededor de Asgard. Al acercarse el verano, el desastre era inminente para los dioses, pues estaba a punto de concluir la edificación.
— Te creías muy listo, Loki —le dijo Odín—. Tú nos metiste en esto y a ti te toca sacarnos. No podemos permitir que Freya se case con ese albañil, que debe de ser un gigante disfrazado. Y, sin el Sol y la Luna, no vale la pena vivir. Así que ¡Haz algo!
Loki reflexionó y dijo:
— Sin el caballo, no podrá transportar las piedras para finalizar su trabajo.
Loki tenía la facultad de cambiar de forma, y aquella noche, disfrazado de hermosa yegua, se llevó con engaños a Svadilfari, el caballo del constructor.
Al darse cuenta de que no podría acabar a tiempo su trabajo, el constructor montó en cólera, cayéndosele el disfraz y revelándose como un gigante, enemigo de los dioses. Thor, hijo de Odín fue al encuentro del gigante y pegó al constructor con un martillazo de Mjolnir en la cabeza.
En cuanto a Loki, cuando pensó que aparecer por Asgard no implicaba peligro alguno, volvió preñado como yegua y dio a luz a Sleipnir, un extraño caballo de ocho patas. Loki regaló aquel caballo a Odín, diciéndole:
— Ningún caballo igualará la velocidad de este. Él te llevará por mar, tierra y aire, también a la Tierra de los Muertos y de vuelta aquí.
Tal como Loki prometió, Sleipnir nunca falló a su nuevo amo, Odín.